# Heinrich Bödeker

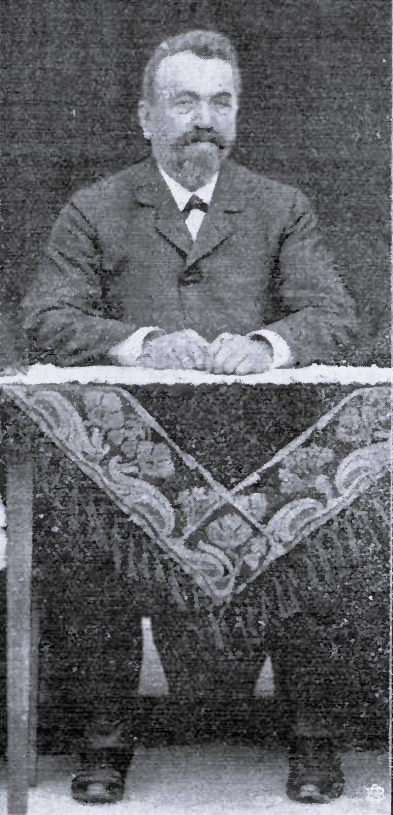
Heinrich Bödecker

Eberhard Heinrich Bödeker (* 16. Juni 1853 in Bennien; † 5. Februar 1907 in Lübeck) war ein Hauptlehrer und Mitglied der lübeckischen Bürgerschaft.

## Leben

### Herkunft
Bödekers Vater war Lehrer der Dorfschule in Bennien.

### Laufbahn
Nach der Dorfschule seines Vaters besuchte Bödeker unter Georg Hermann Schröder die Bürgerschule zu Melle, wo sich schon frühzeitig seine Neigung zum Lehrerberuf zeigte. Er bezog das Lehrerseminar in Osnabrück. Auf dem Seminar vermittelte Heinrich Schüren ihm die Begeisterung für alles Schöne, Edle und nicht zuletzt die Pädagogik.
Als junger Lehrer ist Bödeker einige Jahre in Bennien und Melle tätig gewesen. Er bewarb sich an der seinerzeit reorganisierten, einzigen Mittelschule für Knaben in der Fleischhauerstraße 73 der Freien und Hansestadt Lübeck unweit der Privatschule eines Progymnasiums von Otto Bussenius und wurde am 9. Dezember 1881 von dessen Oberschulkollegium als zweiter Lehrer der Schule zum 1. April 1882 erwählt. Von seinen Mitbewerbern hatte zudem niemand außer ihm die Fakultät Französisch.

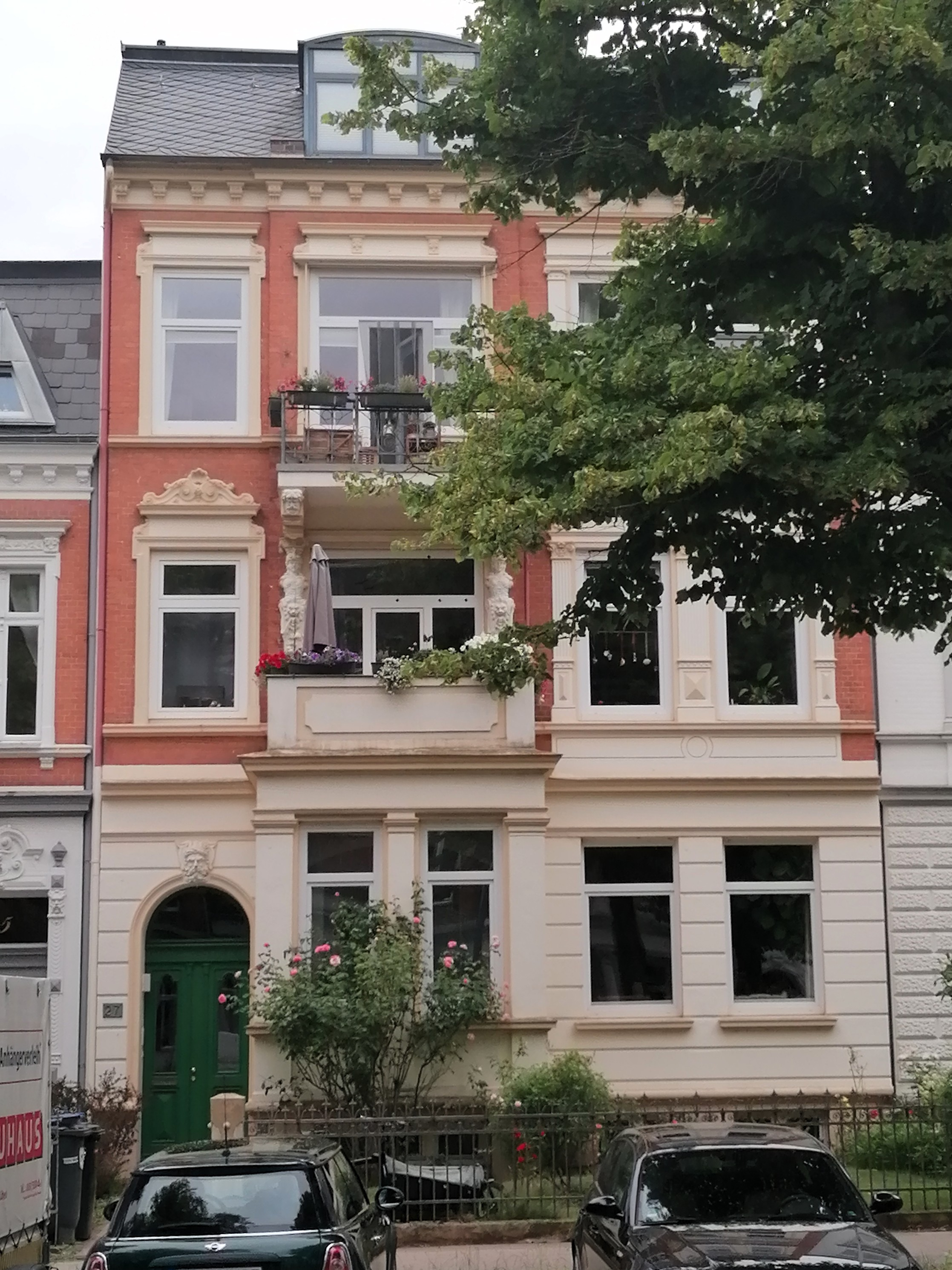
Moltkestraße 27.

Als das Bevölkerungswachstum die II. Knaben-Mittelschule erforderte, errichtete man sie 1886 im Domkirchhof und bestimmte Bödeker zu deren Leiter. Im Juli 1886 erwählte die Oberschulbehörde ihn zum Hauptlehrer. 1904 siedelte er mit einem großen Teil seiner Schüler in das neue Gebäude in der Vorstadt St. Lorenz über.
In Vorbereitung der vom 1. bis 3. Oktober 1889 in Lübeck tagenden Generalversammlung des Evangelischen Lehrerbundes wurde im Februar 1889 von einem provisorischen Komitee der berufenen Mitgliederversammlung des Bundes ein Festausschuss, dem auch Bödeker angehörte, gewählt.
Im August 1886 erwählte der Vorstand des örtlichen Lehrer-Seminars Oberlehrer Dr. Aschermann und Hauptlehrer Bödeker ab den nächsten zu eröffnenden Kurs zu seinen unterrichtenden Mitgliedern. Bödeker unterrichtete auch lange Zeit an der hiesigen Lehrerinnenbildungsanstalt und am Roquetteschen Seminar. Die staatliche Präparandenanstalt verdankte ihm ihre Einrichtung und Jahre selbstloser Arbeit. Er gehörte seit ihrem Bestehen der Kommission für die zweite Lehrerprüfung an. Von 1886 bis 1903 war er Vorsteher des Schulseminars und von 1888 bis 1899 Vorsteher der Gesangsklasse.
Am 26. Februar 1892 war Bödeker Mitglied der Geographischen Gesellschaft geworden.
In seinen Stellungen verstand es Bödeker in hohem Maße, sich die Liebe und das Vertrauen sowohl der Kinder und Eltern als auch seiner Mitarbeiter als wohlwollender Berater zu erwerben und er war überall, wo es die Interessen der Schule oder des Lehrerstandes zu vertreten galt, vor Ort. Im Verein zur Herausgabe von Schulbüchern hatte er einen großen Anteil an der Neueinrichtung der Lesebücher für Volksschulen. Für die lübeckischen Schulen schrieb er eine Geschichte Lübecks. Sie sollte der erste gelungene Versuch, den spröden Stoff volkstümlich zu gestalten, werden. 1900 erschien im Verlag Lübcke & Nöhring die zweite verbesserte Auflage seiner für die Schulen bestimmten „Geschichte der freien und Hansestadt Lübeck“. In 22 Abschnitten wurde der Stoff dort auf 84 Seiten übersichtlich gegliedert.
Seit 1895 war er in der Bürgerschaft. 1907 war er auch Mitglied des Bürgerausschusses.
Nachdem Bödeker am Vorabend in der Bürgerschaft an der Debatte über das Lehrerbildungswesen bis zu deren Schluss teilnahm und in den Vormittagsstunden in der Turnhalle hospitiert hatte, starb er gegen 11 Uhr an einen Schlaganfall. Mit ihm verlor die neu begründete  Idioten-Anstalt (heute Teil des Gebäudekomplexes der UKL) einen ihrer größten Unterstützer. Zu jenem Zeitpunkt hieß es, dass sein und der Name des Seniors Leopold Friedrich Ranke bei diesem Werk unvergessen bleiben würden. Als einer der ersten stand er auch in den Reihen der Vorkämpfer als den Ärmsten der Armen eine Heimat geschaffen werden sollte. Er warb unermüdlich für die Sache, sammelte und stellte als Vorstandsmitglied seine geschätzten Dienste zur Verfügung.
Die St. Lorenz-Mittelschule schloss für diesen Tag und überführte die Leiche ihres Leiters am Nachmittag in dessen Privathaus in der Moltkestraße 27. Am Morgen des 8. versammelte sich in und vor dem Trauerhaus eine nach Hunderten zählende Trauerversammlung. Pastor Christian Marth hielt dort die Trauerfeier und spendete der Witwe und den beiden kleinen Töchtern Trost. Das Präsidium der Bürgerschaft und des Bürgerausschusses war durch Heinrich Görtz, Max Jenne, Carl Dimpker und Wilhelm Christian Cuwie vertreten. Außerdem nahm die Mehrzahl der Bürgerschaftsmitglieder, einschließlich der äußersten Linken, an der Trauerfeier teil. Mitglieder der Oberschulbehörde, das Lehrerkollegium und die Schüler der oberen Klassen seiner Schule, sowie Mitglieder des Lübecker Lehrervereins, Seminaristen, Präparanden und zahlreiche Leidtragenden schlossen sich dem langen Zug an. Er zog durch die Hüxtertorallee, Kanalstraße, Fleischhauerstraße, Marienkirchhof, Fischstraße und An der Untertrave zum Bahnhof. Schüler trugen zahlreiche nicht mehr auf dem Sarg unterzubringende Kränze.
Die Beisetzung des „in den Sielen“ Verstorbenen fand am Nachmittag des 9. Februar in Schledehausen statt. Die St. Lorenz Mittel-Schulen, welche seit seinem Todestag Halbstock geflaggt hatten, holten am Abend ihre Fahnen ein.

### Politik
Auf der Generalversammlung des Reichsvereins am 18. März 1892 besprach Bödeker den neuen preußischen Volksschulgesetzentwurf von Leo von Caprivi. Er gelangte dabei zu dem Ergebnis, dass das lübeckische Schulwesen dem preußischen Entwurf wesentlich vorzuziehen sei.
Auf der am Abend des 21. Mai 1895 im Johannis-Quartier vom Vaterstädtischen Verein einberufenen Bürgerversammlung wurde Bödeker als einer der acht Kandidaten für die sechs Wählbaren der bevorstehenden Bürgerschaftswahlen erwählt. An der Wahlversammlung des IV. Wahlbezirks (Johannis Quartier und Vorstadt St. Jürgen) übten von 1203 Wahlberechtigten 891 ihr Wahlrecht aus. Bödeker, der zusätzlich vom Verein zur Förderung des Erwerbs des lübeckischen Bürgerrechtes unterstützt wurde, war mit 521 Stimmen erwählt worden.
In der Sitzung der Bürgerschaft vom 16. September 1895 kam der erste Senatsantrag, den Ankauf der Grundstücke Glockengießerstraße Nr. 33/35 zum Neubau eines Schulhauses zur Sprache. Bödeker unterstützte das Vorhaben, da ein großer Platzmangel in den Mittel- und auch den anderen Schulen herrsche. Der Senat verwiese aber auf den Bericht der Oberschulbehörde und die in den Schulen Tätigen hätten Bedenken über die Form. So erbat er zwar, den Ankauf des Grundstückes zu genehmigen, behielt sich aber vor, was mit ihm geschehen soll.
Nachdem am Abend des 11. November 1896 Veränderungen der Satzung vorgenommen waren, zu den Quartiersversammlungen hatten zukünftig nur noch Mitglieder des Vereins Zutritt, hielten die Hauptlehrer Bödecker und Paul Hempel Vorträge über den beabsichtigten Bau eines neuen Mittelschulgebäudes in der Glockengießerstraße. Es wurde betont, dass eine Mittelschule mit 18 Klassen für die Arbeitskraft eines Hauptlehrers zu groß sei. Allen Schülern könne so nicht die wünschenswerte erzieherische Sorgfalt zuteilwerden. Zudem sei es wünschenswert, eine neue Mittelschule (die 1907 eröffnete St. Lorenz-Knaben-Mittelschule) nicht in der Stadt, sondern in der Vorstadt St. Lorenz anzulegen.
Auf den Ergänzungswahlen des IV. Bezirks am 24. Juni 1901 wurden die Kandidaten des Vaterstädtischen Vereins mit absoluter Stimmenmehrheit gewählt. Der Wahlbezirk, welcher sechs zu wählen hatte, umfasste 1301 Wahlberechtigte, von denen 938 an der Urne erschienen. An geschlossenen Stimmzetteln wurden für ihn 520 abgegeben. Bödeker erhielt 635 Stimmen.
Im Dezember 1906 wurde Bödeker in den Bürgerausschuss gewählt.

#### Bürgerlicher Deputierter
Der Senat erwählte 1904 Bödecker an Stelle des ausscheidenden Hermann Baethcke bei der Steuersätzungskomission der Vorstadt St. Jürgen zum Bürgerlichen Deputierten.

### Gesellschaft zur Beförderung gemeinnütziger Tätigkeit
1886 wurde Bödeker Mitglied der Gesellschaft zur Beförderung gemeinnütziger Tätigkeit. In ihr sollte er mehrere Vorträge halten und Ehrenämter bekleiden.
Zu Beginn der Versammlung am 28. Januar 1896 teilte Direktor Fehling mit, dass Bödeker am 4. Februar einen Vortrag über „Pestalozzi und seine Bestrebungen“ halten würde.

### Familie
Bödeker war mit Helene verheiratet und Vater zweier kleiner Töchter.
1909 zieht sie in die Schüsselbuden 13, kurzfristig in die Hüxtertor Allee 1 und von dort in die Bäckerstraße 19/21. Dort verstarb sie 1936.

## Werke
- Geschichte der freien und Hansestadt Lübeck. Lübcke & Nöhring, Lübeck 1898, 94 S.

## Referenzen
1. ↑  Georg Hermann Schröder sollte 1875 im reformiertem zu der Zeit zurückgebliebenen lübeckischen Volksschulwesen die neu geschaffene Stelle des Schulrats einnehmen.
2. ↑  Geschichte der Ratsschule Melle (Memento des Originals vom 4. Februar 2016 im Internet Archive)  Info: Der Archivlink wurde automatisch eingesetzt und noch nicht geprüft. Bitte prüfe Original- und Archivlink gemäß Anleitung und entferne dann diesen Hinweis.
3. ↑  Local- und vermischte Notizen. In: Lübeckische Blätter, 23. Jahrgang, Nummer 99, Ausgabe vom 11. Dezember 1881, S. 576.
4. ↑  Die Oberschulbehörde ist eine ehemalige staatliche Behörde der Freien und Hansestadt Lübeck, die für die Aufsicht über die Schulen zuständig war. Sie war bis zur Eingliederung in die Provinz Schleswig-Holstein am 1. April 1937 für Lübecks Schulwesen verantwortlich. Der Sitz der Oberschulbehörde wurde am 9. Oktober 1903 von dem der Baudeputation in das Schullehrerseminarhaus am Langen Lohberg 24 verlegt und am 11. Oktober 1903 von Mitgliedern der Bürgerschaft besichtigt. Dieses wurde am 9. Oktober 1903 von der Baudeputation an die Oberschulbehörde übergeben und am 11. Oktober 1903 von Mitgliedern der Bürgerschaft besichtigt. Sie übernahm neben der Stadtverwaltung auch die Aufgaben der unteren staatlichen Verwaltungsbehörden, also auch der Oberschulbehörde, im Namen des Staates. Heute ist Lübeck eine kreisfreie Stadt und nimmt daher als solche auch die Aufgaben eines Landkreises wahr. Daher ist die Oberschulbehörde heute nicht mehr als eigenständige Behörde existent. Ihre Aufgaben nimmt heute die Stadtverwaltung wahr.
5. ↑  Local- und vermischte Notizen. In: Lübeckische Blätter, 28. Jahrgang, Nummer 55, Ausgabe vom 11. Juli 1886, S. 316.
6. ↑  Local- und vermischte Notizen. In: Lübeckische Blätter, 31. Jahrgang, Nummer 11, Ausgabe vom 6. Februar 1889, S. 372.
7. ↑  Local- und vermischte Notizen. In: Lübeckische Blätter, 28. Jahrgang, Nummer 67, Ausgabe vom 22. August 1886, S. 372.
8. ↑  Local- und vermischte Notizen. In: Lübeckische Blätter, 34. Jahrgang, Nummer 17, Ausgabe vom 28. Februar 1892, S. 102.
9. ↑  Lokale Notizen. In: Lübeckische Blätter, 42. Jahrgang, Nummer 40, Ausgabe vom 30. September 1900, S. 520–521.
10. ↑  F. Bruns: Geschichte der freien und Hansestadt Lübeck. In: Lübeckische Blätter, 42. Jahrgang, Nummer 41, Ausgabe vom 7. Oktober 1900, S. 524–525.
11. ↑   Die Trauerfeier für den verstorbenen Hauptlehrer E. H. Bödeker In: Lübeckische Anzeigen, 157. Jahrgang, Morgen-Blatt, Nr. 72, Ausgabe vom 9. Februar 1907.
12. ↑  in den Sielen sterben := während der Arbeit sterben; bis zum Tode arbeiten, ohne sich eine Ruhepause im Alter zu gönnen; bis zuletzt arbeiten.
13. ↑  Local- und vermischte Notizen. In: Lübeckische Blätter, 34. Jahrgang, Nummer 23, Ausgabe vom 20. März 1892, S. 136.
14. ↑  Local- und vermischte Notizen. In: Lübeckische Blätter, 37. Jahrgang, Nummer 41, Ausgabe vom 22. Mai 1895, S. 284.
15. ↑  85.: Bürgerschaftswahlen. In: Lübeckische Blätter, 37. Jahrgang, Nummer 49, Ausgabe vom 19. Juni 1895, S. 332.
16. ↑  Verhandlungen der Bürgerschaft am 16. September 1895. In: Lübeckische Blätter, 37. Jahrgang, Nummer 75, Ausgabe vom 18. September 1895, S. 476–477.
17. ↑  853. :Im Vaterstädtischen Verein. In: Lübeckische Blätter, 38. Jahrgang, Nummer 58, Ausgabe vom 15. November 1896, S. 488.
18. ↑  85.: Bürgerschaftswahlen. In: Lübeckische Blätter, 43. Jahrgang, Nummer 26, Ausgabe vom 30. Juni 1901, S. 326–327.
19. ↑  Lokale Notizen. In: Lübeckische Blätter, 46. Jahrgang, Nummer 8, Ausgabe vom 21. Februar 1904, S. 183.
20. ↑  Gesellschaft z. Bef. gemeinnütz. Thätigkeit. In: Lübeckische Blätter, 38. Jahrgang, Nummer 8, Ausgabe vom 29. Januar 1896, S. 41.
21. ↑  Gesellschaft z. Bef. gemeinnütz. Thätigkeit. In: Lübeckische Blätter, 38. Jahrgang, Nummer 10, Ausgabe vom 5. Februar 1896, S. 56.
22. ↑  107. Jahresbericht der Gesellschaft zur Beförderung gemeinnütziger Thätigkeit in Lübeck im Jahre 1895. In: Lübeckische Blätter, 38. Jahrgang, Nummer 57, Ausgabe vom 8. November 1896, S. 447–454.

| Personendaten    | Personendaten                   |
| ---------------- | ------------------------------- |
| NAME             | Bödeker, Heinrich               |
| ALTERNATIVNAMEN  | Bödeker, Eberhard Heinrich      |
| KURZBESCHREIBUNG | Lübecker Pädagoge und Politiker |
| GEBURTSDATUM     | 16. Juni 1853                   |
| GEBURTSORT       | Bennien                         |
| STERBEDATUM      | 5. Februar 1907                 |
| STERBEORT        | Lübeck                          |